# ألفي الأضلاع

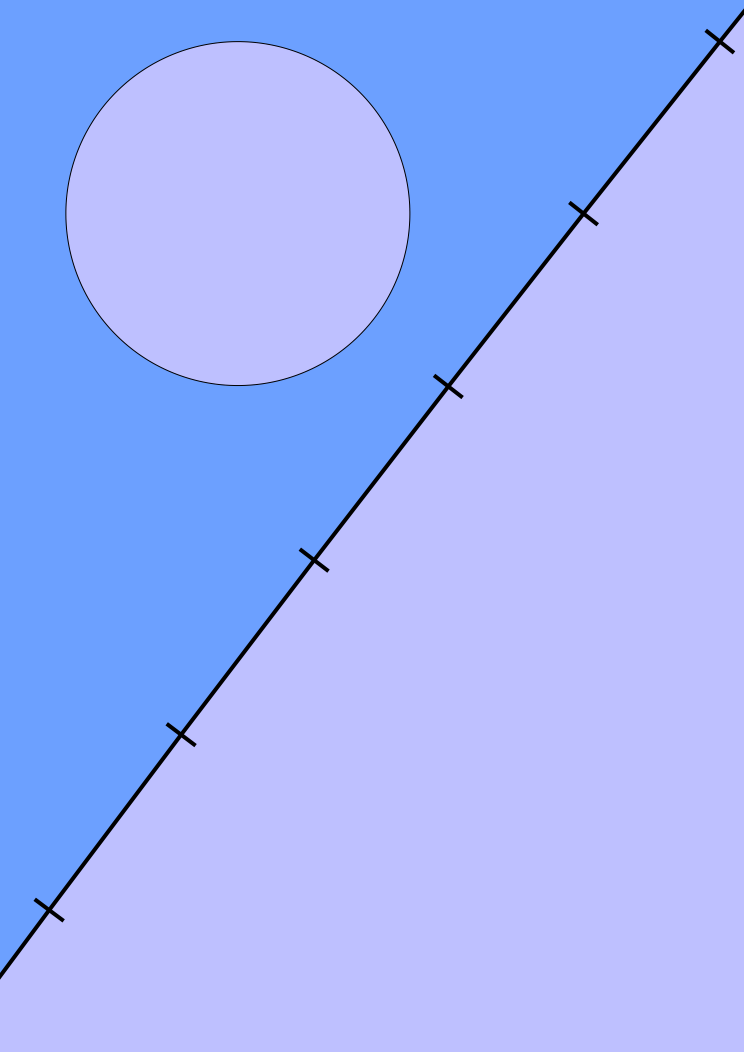
لا يمكن إظهار أضلاع ألفي الأضلاع بالمقياس العادي. في أسفل الصورة جزء من محيط المضلع الألفي مكبر 200 مرة، والرؤوس موضحة عليه.

ألفي الأضلاع في الهندسة الرياضية (بالإنجليزية: chiliagon)‏ هو مضلع له 1000 ضلع، في المضلع المنتظم، قياس كل زاوية رأس تساوي 179.64°. وتحسب مساحته A عندما يكون طول الضلع t بالعلاقة:
{\displaystyle A=250t^{2}\cot {\frac {\pi }{1000}}\simeq 79577.2\,t^{2}}